# Оркестър Млади Тракийци
Оркестър „Млади Тракийци“ е български фолклорен оркестър. Създаден е през 1992 г. Ръководител на оркестъра е българският кларинетист Божидар Стрехин.

## История
Оркестър „Млади Тракийци“ е създаден в края на 1992 г. След двегодишен период в оркестър „Тракийски извор“, Божидар Стрехин - кларинет и Николай Серафимов - саксофон, решават да създадат свой оркестър, който оркестър да изгради собствен стил на свирене и музика. Не след дълго към тях се присъединяват Мария Пашева и Костадин Василев, с които са работили в предишния оркестър.
Първите записи са направени в студиото на изтъкнатия цигулар Георги Янев. Групата взима участие и във фолклорното предаване на БНТ „Който може го може“. През 1994 г. излиза първият албум на оркестъра озаглавен „За теб Мария“, като едноименната песен бързо нашумява сред почитателите на народната музика в Южна България. По покана БНТ Благоевград е направен първият клип на оркестъра със същата песен. Емблематични хора и ръченици, като „Генерал-Николаевско хоро“, „Ивалинино хоро“, „Йосифова ръченица“ и други, звучат в ефира на радио Пловдив, София, радио „Веселина“, „Сигнал+“ и др. По това време в оркестъра работят Недко Богданов, Младен Маринов, Младен Власов, Генчо Биволарски, Станислав Бакалов и др.
През 1996 г. в оркестъра са направени няколко промени. Към състава се присъединяват Иван Димитров - акордеон и кавал, Антон Георгиев – синтезатор и Ренета Георгиева. В този състав още същата година през месец септември оркестърът стават лауреати на Надсвирването в Стамболово. Следва работа и излизането на втория албум „Сърдито любе“, също записан в студиото на Георги Янев. Малко по-късно същата година с оркестъра започва да работи барабаниста Йовко Станчев. В продължение на седем години оркестърът работи в един и същ състав. Мария Пашева и Ренета Георгиева са дуета на оркетъра.
В началото на 2004 г. Иван Димитров напуска състава и на негово място се завръща Младен Маринов акордеон и клавир. По това време към състава на оркестъра започват да сътрудничат ин млади изпълнители като Димитър Станев, Ваня Вълкова, Катя Замярска, малко по-късно Донна Лулчева, Таня Христозова, Димитър Богданов. Започва работа по създаването на трети самостоятелен албум озаглавен „Полъх от Тракия“.
В началото на 2005 г. за първи път от 15 години Божидар Стрехин и Николай Серафимов се разделят. Следва първото излизане в чужбина - турне в Италия, където оркестърът взима участие във фестивала на Артишока в град Ладисполи. Градът е населен с български емигранти. Голямото българско хоро се извива на площада в градапо време на фестивала. Същата година музикантите осъществяват още едно задгранично турне в съседна Румъния, където по покана на кмета на Стар Бешенов изнасят концерт на банатските българи. Излиза третия албум „Полъх от Тракия“. Саксофонист по това време е Миньо Георгиев, солисти са Ваня Вълкова, Донна Лулчева и Димитър Богданов.
През 2006 г. отново е година на промени в оркестъра напускат Младен Маринов, Миньо Георгиев и Ваня Вълкова. На тяхно място идват Иво Ралчев, Таня Христозова и отново Николай Серафимов. Оркестърът продължава своя творчески път като взима участие на всички надсвирвания организирани в Тракия, като Раднево, Първомай, Брестник, Белащица и др. Репертоарът на оркестъра постоянно се обогатява като за това получава покани да свири в разкични краища на България - Монтана, Кочериново, Златарево, Варна, Генерал Тошево, Созопол и др. По същото време състава придобива и широка популярност в Пазарджишкия край. През 2007 г. музикантите от оркестъра „Млади Тракийци“ са поканени за снимки в „Тянков TV“ и за клипове на „Фолклор TV“.
Към края на 2008 г. саксофонистът Филип Филипов и народна певица Виолета Калинова са привлечени към оркестъра. Отново се завръща Младен Маринов. През този период са направени много нови мелодии и песни като емблематичната песен за град Раковски „Завило се вито хоро“, също така „Венкова ръченица“, „Милково хоро“, „Тодорово хоро“. По-късно състава напускат Филип Филипов, Младен Маринов и Виолета Калинова.
През 2011 г. в края на месец февруари оркестър „Млади Тракийци“ гостува на българите емигранти в Гърция. Понеже в този момент няма редовен саксофонист за турнето и за други участия към състава се присъединява временно кавалджията Темелко Иванов. Клавирист е Виктор Йорданов – Кардама, а певици Катя Замярска и Лилия Станчева. Същата година в оркестъра са поканени да работят Тонка Колева, Костадин Ламбов - саксофон и малко по-късно Венелин Башев – акордеон и клавир, а от 2012 г. работи и певецът и гайдарят Димитър Желязков. В тези години са създадени песните „Имала мама“, „Като ме погледнеш либе“ и др. Създадени са песните „Янина хубост“, „На Мегдана“ – инструментал, презаписани в студиото на Кардама са Марийкина ръченица, Вълкова ръченица заедно с Четворно хоро, което е кръстено „Игра“.
Следва участие в БНТ в предаването „Иде нашенската музика“, съвместно с Фолклорния Ансамбъл от Раковски „Слав Бойкин“. Предаването е излъчено на 3 януари 2015 г. От средата на 2015 г. към състава за редовно се присъединява Темелко Иванов – кавал. Певицата Тонка Колева и Димчо Йорданов спират да работят с оркестъра, като малко по-късно през годината Лилия Станчева започва като втора солистка. Последните записи цигуларя Иван Михов са от 2015 г. заедно с оркестъра.
През 2016 г. работа с оркестъра започва Антон Кръстанов – клавир, на мястото на Димитър Станев. Оркестъра напуска и Костадин Ламбов – саксофон. Същата година оркестърът създава песните „Сбрали се моми“ и „Момина хубост“, с които оркестъра участва в коледно – новогодишната програма на „Тянков TV“. През месец март 2017 г. следва още едно участие в предаването „Иде нашенската музика“. През пролетта на 2017 г. оркестър „Млади тракийци“ печели голямата награда на първия Фестивал на сватбените оркестри в Асеновград. По-късно към оркестъра се присъединява и саксофонистът и гайдарят Галин Ангелов.
На празника на Тракийската музика и песен в град Първомай оркестът и неговият ръководител Божидар Стрехин са наградени с почетния знак на град Първомай, диплом и грамота за принос към българския фолклор, по случай 25 годишнината от основаването на оркестъра.
През февруари 2018 г. в Божидар Стрехин в рамките на проекта „Класиците на българската сватбарска музика“ представи в Първо студио на БНР новите си проекти.

## Дискография
- „За теб, Марийке“ (1994)
- „Сърдито любе“ (1997)
- „Полъх от Тракия“ (2005)
- „25-години оркестър Млади тракийци“ (2017)